# 过增元
过增元（1936年2月28日—），中国江苏省无锡市北塘后蔡家弄人，工程热物理学家，现任清华大学工程力学系教授，清华大学机械工程学院院长，美国密歇根州立大学兼职教授，中国科学院院士。 

## 生平
1959年毕业于清华大学，1979年作为洪堡研究学者赴联邦德国慕尼黑工业大学工作，而后作为访问教授和兼职教授曾在多所国际知名大学从事研究工作和讲学。　 
过是863计划中航天空间站技术专家组专家，国家自然科学基金重大项目"航天技术和信息器件中的微细尺度传热"负责人，973计划中“高效节能的关键科学问题”项目首席科学家。
过的主要贡献是开创了场协同理论（Field Synergy）、积理论（Entransy）以及热质理论（Thermomass Theory），建立了热流体学。

## 外部連結
- 过增元官方网站
- 新概念热学 （页面存档备份，存于）